# 塞阿 (梅里達州)
塞阿（西班牙語：Zea），是委內瑞拉的城鎮，位於該國西部梅里達州，是塞阿市的首府，始建於1992年9月，面積135平方公里，人口6,666，人口密度每平方公里49.37人。